# Pycnarrhena poilanei
Pycnarrhena poilanei là một loài thực vật có hoa trong họ Biển bức cát. Loài này được (Gagnep.) Forman miêu tả khoa học đầu tiên năm 1971.